# Czernyż
 Czernyż (ukr. Чорниж, Czornyż) – wieś na Ukrainie, w obwodzie wołyńskim, w rejonie kamieńskim.
Do 2020 w rejonie maniewickim.